# Jade van Hensbergen
Jade van Hensbergen (Beverwijk, 18 april 2006) is een voetbalspeelster uit Nederland. Ze speelt als middenvelder voor Ajax in de Vrouwen Eredivisie.

## Clubcarrière
Van Hensbergen begon met voetballen bij RKVV DEM in haar geboorteplaats. Al op jonge leeftijd ging ze deel uitmaken van het Ajax talententeam. Daarnaast kwam ze uit voor Jong Ajax in de Vrouwen Eerste divisie. Met dit team werd ze in het seizoen 2022/23 kampioen van de eerste divisie, waardoor ze in het volgende seizoen met haar team mocht uitkomen in de KNVB Beker. Op 14 maart 2024 nam Van Hensbergen het met Jong Ajax in een historische KNVB bekerwedstrijd op tegen het eerste elftal van Ajax.
Op 5 juli 2024 werd bekend dat Van Hensbergen vanaf het seizoen 2024/25 werd overgeheveld naar het eerste elftal van Ajax. Bij de Amsterdammers tekende ze haar eerste profcontract tot medio 2025. Van Hensbergen maakte in de wedstrijd om de Supercup op 31 augustus 2024 haar officiële debuut voor de Amsterdammers door in de 76ste minuut in te vallen voor Lily Yohannes. Bijna een maand later debuteerde ze eveneens in de Vrouwen Eredivisie in een wedstrijd tegen PEC Zwolle door in de 80ste minuut in te vallen voor Lotte Keukelaar. Van Hensbergen tekende in april 2025 een nieuw contract die haar tot medio 2029 aan Ajax verbonden houdt.

## Statistieken
| Seizoen | Club      | Competitie             | Competitie | Competitie | Beker | Beker | Overig | Overig | Totaal | Totaal |
| Seizoen | Club      | Competitie             | Wed.       | Dlp.       | Wed.  | Dlp.  | Wed.   | Dlp.   | Wed.   | Dlp.   |
| ------- | --------- | ---------------------- | ---------- | ---------- | ----- | ----- | ------ | ------ | ------ | ------ |
| 2023/24 | Jong Ajax | Vrouwen Eerste divisie | ?          | ?          | 1     | 0     | 0      | 0      | 1      | 0      |
| 2024/25 | Ajax      | Vrouwen Eredivisie     | 8          | 0          | 1     | 0     | 1      | 0      | 10     | 0      |
| Totaal  | Totaal    | Totaal                 | 8          | 0          | 2     | 0     | 1      | 0      | 11     | 0      |

Bijgewerkt t/m 15 april 2025.

## Interlandcarrière
Jade van Hensbergen debuteerde op 11 juni 2022 als jeugdinternational van Nederland onder 16.  Met Nederland onder 17 kwam Van Hensbergen uit in de kwalificatie voor het EK onder 17. Door een blessure kwam Van Hensbergen echter niet in actie. Uiteindelijk liep Nederland onder 17 kwalificatie voor het eindtoernooi mis door verlies tegen Zweden onder 17. In 2024 ging Van Hensbergen over naar Nederland onder 19 waarvoor ze in mei 2024 door bondscoach Sherida van Bruggen werd opgeroepen voor het EK 2024.